# メモリーズオフ6 Next Relation
『メモリーズオフ6 Next Relation』（メモリーズオフシックス ネクスト リレーション）は、2009年8月27日に5pb.よりPlayStation 2、Xbox 360で発売された恋愛アドベンチャーゲーム。『メモリーズオフ6 〜T-wave〜』の後日談である。「T-wave second chapter」とされ、キャッチコピーは「ずっと一緒に もっと遠くまで」。2010年10月14日にはPlayStation Portable版が発売された。
2013年6月27日には本作と『T-wave〜』を1つのソフトに収録したPlayStation 3およびPlayStation Vita版（ダウンロード販売を含む）『メモリーズオフ6 Complete』が発売された。

## 概要
季節は『メモリーズオフ6 〜T-wave〜』から半年後の夏。
主人公と「T-wave」のヒロイン5人との「その後」を描いたアフターストーリーである。冒頭の選択肢で志雄の恋人（鈴の場合は、それに近い関係）を決定し、あとはそのヒロインの物語が展開する。新たな舞台として、龍境温泉郷という観光地が登場する。
もともとの企画ではクロエのファンディスクという構想だったのだが、結局は5人のヒロイン全員の物語が作られた。

## 登場キャラクター
塚本志雄（つかもと しお）
声 : 藤原祐規
主人公。澄空学園に通う高校3年生で澄空学園の現生徒会長。
受験を控えているため、生徒会の仕事は結乃たちが率先して行ってくれている。
10月8日生まれ・17歳。
遠峯りりす（とおみね りりす）
声 : 新名彩乃
志雄の幼馴染で、澄空学園3年生。
最近は志雄だけでなく、亨にも突っ込むようになっている。
8月10日生まれ・17歳。
箱崎智紗（はこさき ちさ）
声 : 平野綾
りりすの親友で、澄空学園3年生。
依存気質は変わらないが、好きな相手のためには積極的に行動する。
12月23日生まれ・17歳。
嘉神川クロエ（かがみがわ くろえ）
声 : 後藤邑子
青峯学院大学経済学部1年生。澄空学園の前生徒会長。
周囲の人に対する思い遣りが強く、その時は行動力、判断力に優れる。
7月2日生まれ・19歳。
ちなみに嘉神川一家のキャストは全員ぷろだくしょんバオバブ所属(当時)である。
稲穂鈴（いなほ すず）
声 : 田中理恵
少女向け小説の作家「鈴代黎音」として活動中。
近々、短期連載が開始される予定で、相変わらずのバイク好き。愛車はベネリ・トルネード900Tre。
1月3日生まれ・25歳。
春日結乃（かすが ゆうの）
声 : 宮崎羽衣
志雄の後輩で放送部員兼、生徒会庶務。
行動は活発だが、若干人見知りする。投稿を含めたラジオ全般が趣味。
2月28日生まれ・16歳。
佐賀亨（さが とおる）
声 : 根本幸多
志雄とはずっと同じクラスの友人。
あまり言葉は得意ではなく、行動で示すタイプ。
6月29日生まれ・18歳。
稲穂信（いなほ しん）
声 : 間島淳司
シリーズを通して登場している人物で、稲穂鈴の実弟。レストラン「ルサック」でバイトをしているフリーター。
最近、昇進してチーフになった。りりすの祖母の頼みで夏季短期バイトに出る。
1月4日生まれ・22歳。
仙堂麻尋（せんどう まひろ）
声 : 井ノ上奈々
レストラン「ルサック」でバイトをしているフリーター。
『Memories Off #5 とぎれたフィルム』に登場するヒロインの1人。
秋津神奈（あきつ かんな）
声 : 溝口小百合
結乃の親友だが、中学生のころに海外へ転校した。
現在は帰国しており、結乃と連絡を取り合っている。
嘉神川幸蔵（かがみがわ こうぞう）
声 : 斉藤次郎
クロエの父でカガミ食品株式会社社長。
長年の過労もあって、入退院を繰り返している。
嘉神川エリーズ（かがみがわ えりーず）
声 : 折笠愛
クロエの実母でフランス人。
幸蔵とは別居しているが、12年ぶりにクロエの前に現れる。
嘉神川ノエル（かがみがわ のえる）
声 : 友永朱音
エリーズがフランスから連れてきた少女。クロエの妹だという。
子どもっぽい言動が目立つが、精神的には大人びている。
最新作『Memories Off -Innocent Fille-』にメインヒロインとして登場する、15歳（声：千本木彩花）。
11月24日生まれ・11歳。
塚本雄吾（つかもと ゆうご）
声 : 上別府仁資
現在は別居中だが、志雄の実父。
香里とともに藍ヶ丘のマンションに住んでいる。現在も別居中だが志雄とは和解済み。
塚本香里（つかもと かおり）
声 : 久保田恵
旧姓は「遠峯」でりりすの実母。
雄吾と籍を入れたことで、りりすの反発を買い、現在は雄吾とともに同居。
りりすとは現在も別居ではあるが、和解はしている。

## スタッフ
- キャラクターデザイン : 松尾ゆきひろ、輿水隆之
- 音楽 : 阿保剛
- シナリオ : 日暮茶坊、他
- ディレクター : 相澤こたろー
  - OP1 : Next Relation（Xbox 360、PS2版）
作詞 : 彩音、作曲 : Tatsh、編曲 : 水野大輔 / 歌 : Velforest.
  - OP2 : Forever More（PSP版）
作詞 : 橋詰亮子、作曲・編曲 : 林達志 / 歌 : Zwei
  - ED : ずっと一緒に もっと遠くまで
作詞 : 彩音、作曲・編曲 : 水野大輔 / 歌 : 彩音

## ラジオ
- 井ノ上奈々のメモオフラジオ（HiBiKi Radio Station、2009年）

## コミカライズ
天海雪乃『メモリーズオフ6 Next Relation』メディアファクトリー〈MFコミックス アライブシリーズ〉、2010年3月。ISBN 978-4-8401-3305-0
「メディファク☆モバイル！」2009年9月 - 2010年3月配信。